# Villa Wiener Straße 11

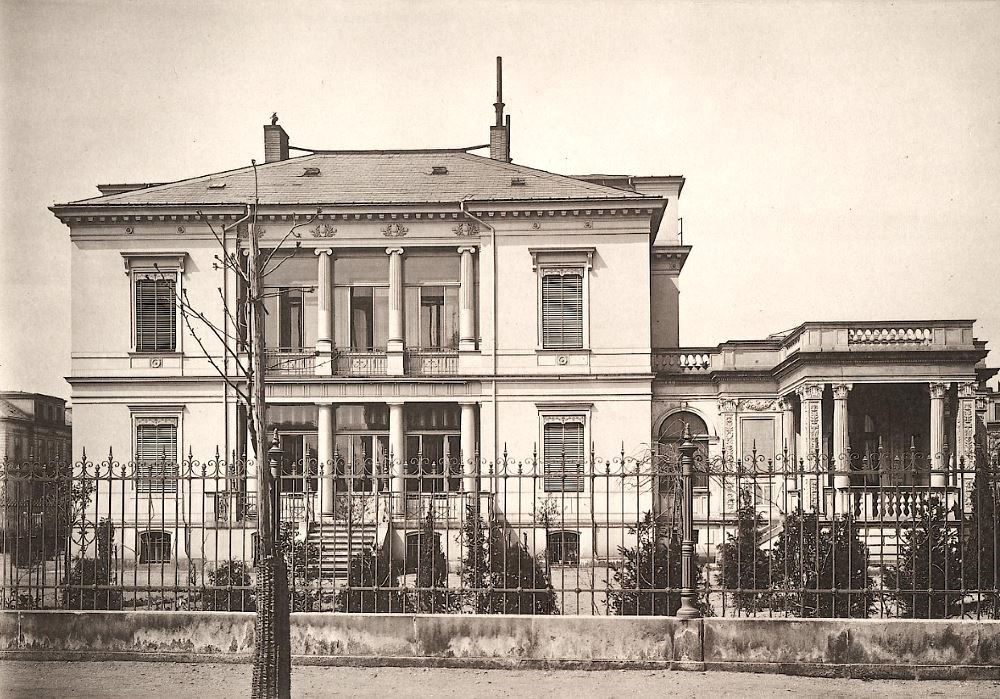
Villa Wiener Str. 11 (Ansicht von der Goethestraße aus, 1875)

Die Villa Wiener Straße 11 (frühere Nr. 14) wurde 1868/69 von Ernst Lottermoser an der westlichen Einmündung der Goethestraße erbaut. Ein Anbau erfolgte von Manfred Semper, dem Sohn von Gottfried Semper, im Jahre 1872. Bei den Luftangriffen auf Dresden 1945 wurde das Gebäude zerstört.

## Beschreibung
Die zweigeschossige Villa ist mit einem quadratischen Grundriss erbaut worden und hatte als oberen Abschluss ein Walmdach. Die Fassade war glatt verputzt und hatte als einzigen Schmuck Gesimse und Bänder, die das Gebäude horizontal unterteilten. Die Frontlänge der Fassade war fünf Achsen lang, wovon jeweils rechts und links eine Achse von einem leicht hervortretenden breiten Risalit beansprucht wurde. Die in der Rücklage verbliebenen drei Achsen zeigten eine verglaste Loggia mit Säulen in toskanischer und ionischer Ordnung. An das Gebäude war von Manfred Semper eine eingeschossige Bildergalerie angebaut worden. Reich skulptierte Pilaster, Pfeiler, Rundbogenfenster und Säulen schmückten die Wandfläche des Anbaus.
1872–1878 bewohnte das Ehepaar Otto und Mathilde Wesendonck die Villa; Mathilde Wesendonck war die Muse Richard Wagners in dessen Züricher Zeit, die Wesendonck-Lieder sind Ausdruck dieser Beziehung.